# Parque nacional de la Sierra del Cipó

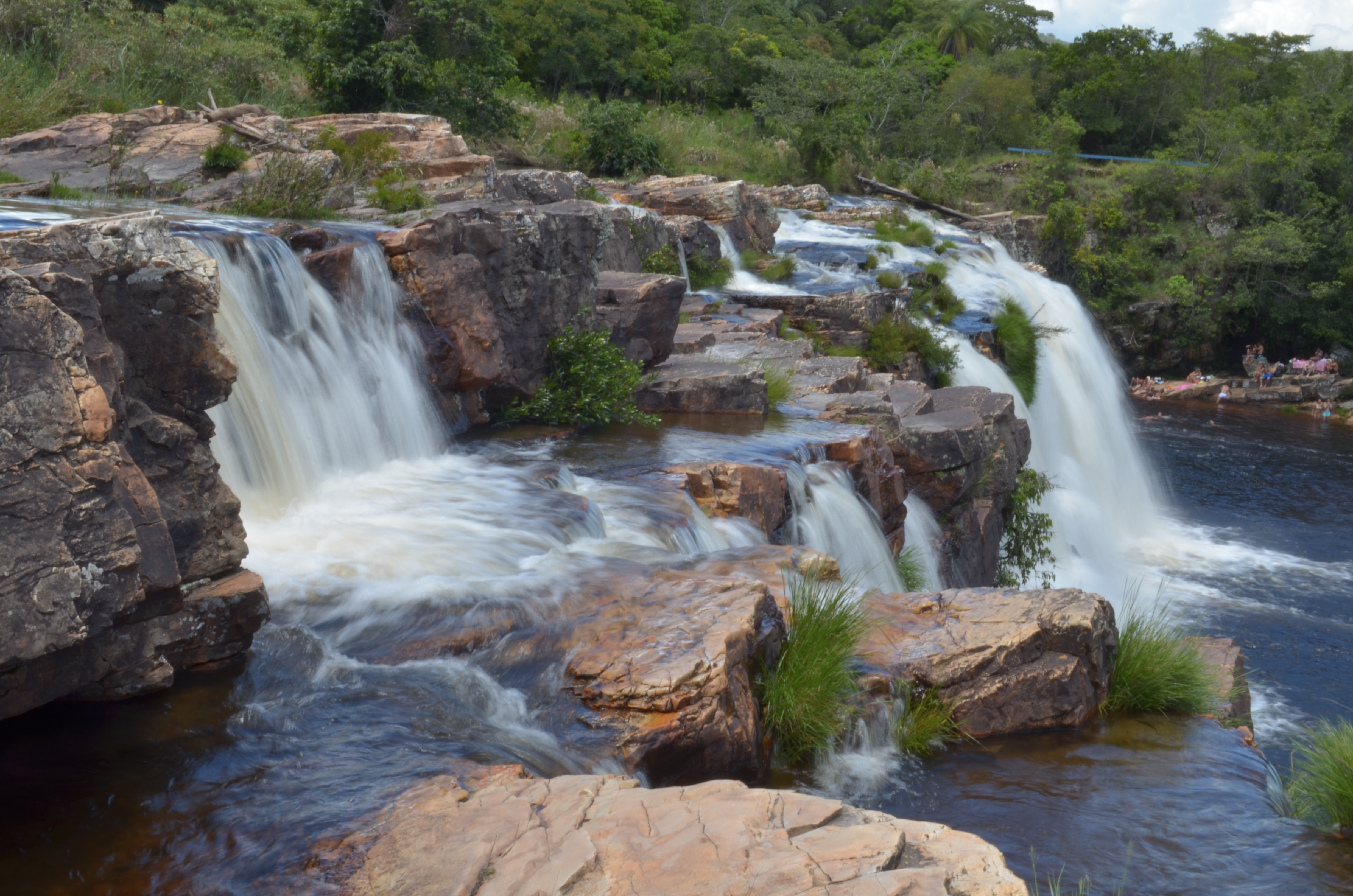
Cachoeira Grande Serra do Cipó Minas Gerais

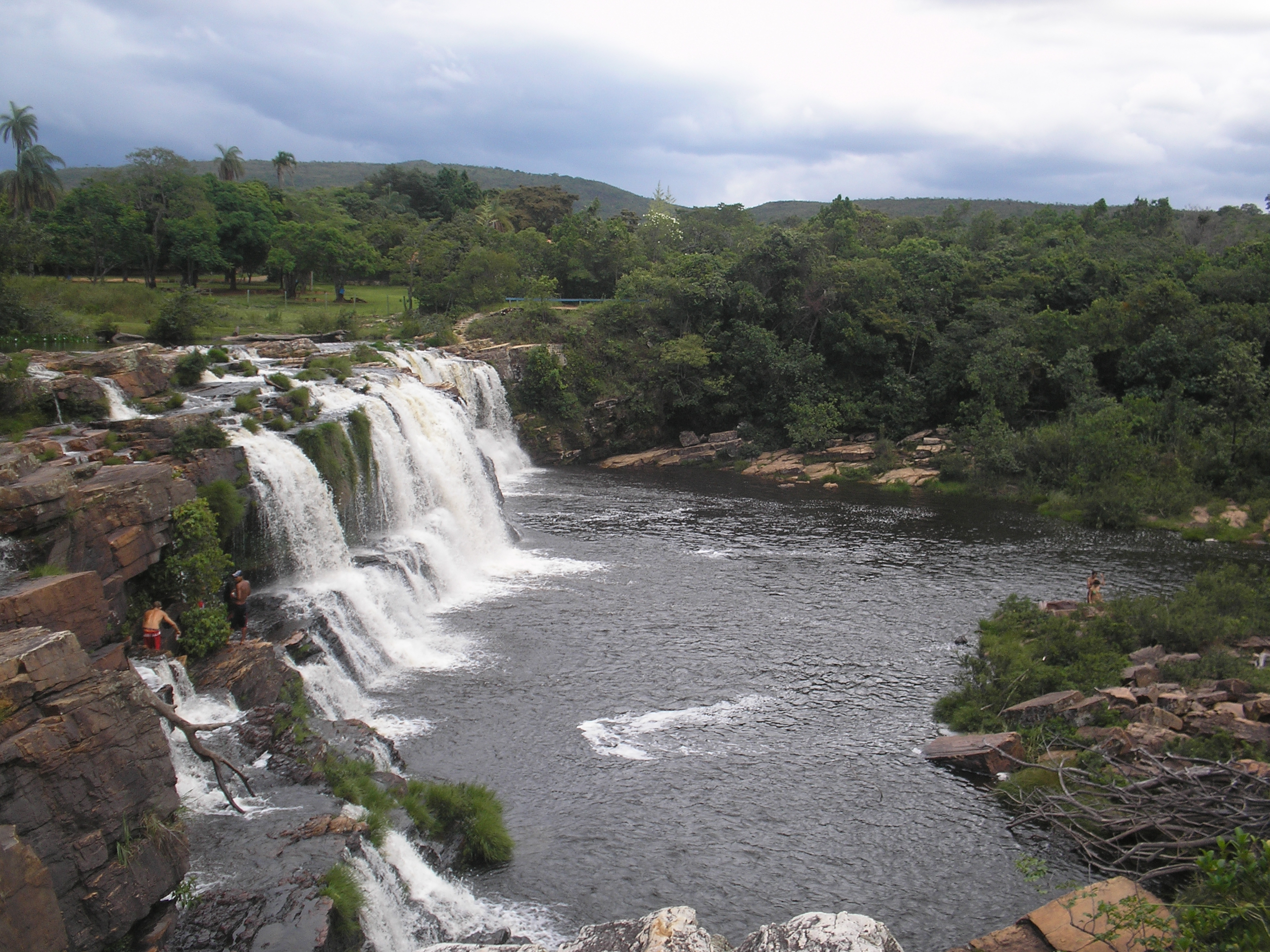
Vista de la cascada en la Serra do Cipo grande

El Parque Nacional da Serra do Cipó se encuentra a 100 km de Belo Horizonte, capital del estado de Minas Gerais, Brasil, entre  43°–44° W and 19°–20° S.

## Geografía
Su historia geológica es compleja y se remonta al período precámbrico, con sus rocas arenosas que se formaron por los depósitos marinos de más de 1,7 millones de años.
La diversidad de su vegetación es muy alta, y muchas especies solamente se encuentran aquí. Su fauna es representativa y es el hogar de especies en peligro de extinción.
Para preservar este patrimonio natural, se creó el Parque Nacional Serra do Cipo (APA) ( Área de Protección Ambiental ). En total, tiene 100.000 hectáreas de sabanas, campos rocosos y bosques y ríos, cascadas, cañones, cuevas, sitios arqueológicos conservados y lugares para muchos deportes de aventura.

## Acceso
La Serra do Cipo se encuentra en el estado de Minas Gerais, a unos 100 km de la capital del estado.  El acceso principal es por la carretera MG-10 , pasando a través de Lagoa Santa y Jaboticatubas.

## Fauna y flora
La vegetación se presenta en los tipos de campos de rocas, pastos alpinos, sabanas, tierras bajas húmedas de vegetación con lagos y bosques. Hay más de 1.700 especies como orquídeas, árboles de hoja perenne, carnívoras y plantas medicinales.
La fauna también es diversa, con especies de insectos, anfibios, aves, mamíferos y reptiles. En la lista de especies en peligro de extinción protegidas en la UC incluido el halcón-paloma, el aguará guazú, piabinha, tigrillo, mariposa, lagartos, y la vid-do-puma.
Destaca también el puma, como mamífero importante que habitan en la región y las aves como: Trago-morena-colibrí de pecho azul, soldado, Antrostomus rufus, perico con fachada de Peach, sierra para metales -do-mandado amarillo, el Seriema, el mineirinho, John-de-arcilla y Mimus Saturninus. El parque contiene un número significativo de especies en la lista  de especies en peligro de extinción, así como niveles significativos de biodiversidad.